# Паркер, Луис
Луис В. Паркер  (англ. Louis W. Parker; при рождении Ласло Колоши; 1 января 1906, Будапешт — 21 июня 1993, Бревард, Флорида) — американский изобретатель.

## Биография
Венгерского происхождения. Вместе с родителями иммигрировал в Соединённые Штаты, гражданин США с 1932 года. Образование получил в Городском колледже Нью-Йорка.
Впервые получил известность в 1929 году, благодаря радиосистеме отеля, которая использовала низкочастотные сигналы для передачи по электрическим проводам внутри здания. Позже, работал над радиопеленгаторами для самолётов и электронно-лучевыми осциллографами, что привело его к работе над телевидением  в частности, системам замкнутого телевидения. Во время Второй Мировой войны Паркер разработал и производил портативные радиопередатчики для военного использования.
После войны создал систему межнесущего звука, которая до сих пор используется во всех телевизионных приёмниках. Без него телевизионные приемники не работали бы так же хорошо и были бы более дорогими.
Работал в ITT Corporation.
За свою карьеру Паркер создал более двухсот изобретений, в том числе синхронизатор аудио-видео для телевидения и монитор уровня кислорода для программы «Аполлон».
Среди других изобретений Паркера была первая система цветного телевидения, использующая вертикальные цветные линии. Это позволило перейти от исходной системы трёхцветных точек к более простой системе вертикальных цветных линий. Позже он изобрёл  электрические инструменты, значительно превосходящие по своим характеристикам, которые легли в основу корпорации Parker Instrument Corporation. Компания была выбрана НАСА для поставки избранных инструментов для использования в пилотируемых полётах  Аполлона на Луну.
Умер от инфаркта миокарда.

## Награды и почести
- В 1988 году внесён в Национальный зал славы изобретателей (США).